# Елайджа Вуд
Ела́йджа Джо́рдан Вуд (англ. Elijah Jordan Wood; нар. 28 січня 1981, Сідар-Рапідс, Айова, США) — американський актор.
Найбільш відомий завдяки ролі Фродо Беггінса в трилогії «Володар перснів» (2001—2003).

## Біографія
Елайджа Джордан Вуд з'явився на світ 28 січня 1981 року в містечку Сідар-Репідс, штат Айова, у родині Уорена та Дебі Вуд. Має старшого брата Захарія та молодшу сестру Ханну. Вони теж актори. Як це часто буває, на знімальний майданчик юного Вуда привели батьки. І не випадково: ще в ранньому віці Елайджа полюбляв виступати перед глядачами, за що мама називала його «маленькою мавпочкою».
В 1984 році трирічний Елайджа вперше з'явився на знімальному майданчику — Малькольм Моубрей зняв його у фільмі «Приватна функція», сатиричній комедії про викрадення свині. Через три роки його знову запросили на зйомки — цього разу в мелодраму «Крихітка Дорріт». Елайджі довелося вивчити чималі шматки прози Дікенса. Після зйомок він повернувся в рідну Айову. Роль озвучував у мультфільмі «9»
Елайджа Вуд у цей же час встиг спробувати себе в модельному бізнесі, і в 1988 році на вимогу модельної школи Avant Studios його родина переїжджає в Лос-Анджелес.
У сім років Елайджа починає зніматися в рекламі на телебаченні…
Майстерно зіграв головну роль у фільмі «Все освітлено» за мотивами першої книги видатного сучасного американського автора Джонатана Сафрана Фоєра «Everything is illumineated». Дія фільму повністю розгортається в Україні. Чимало фраз із кінострічки стали крилатими. А сам фільм отримав чималий розголос у пресі.

## Зріст
Актор має 1,68 м зросту. Саме тому його було обрано для ролі гобіта (гобіти мали, за описом Толкіна, низький зріст).

## Фільмографія

### Актор
| Рік       |     | Українська назва                                                       | Оригінальна назва                                                      | Роль                                                                                               |
| --------- | --- | ---------------------------------------------------------------------- | ---------------------------------------------------------------------- | -------------------------------------------------------------------------------------------------- |
| 1989      | ф   | Назад у майбутнє 2                                                     | Back to the Future Part II                                             | хлопчик                                                                                            |
| 1990      | ф   | Внутрішнє розслідування                                                | Internal Affairs                                                       | Шон Стретч                                                                                         |
| 1990      | тф  | Дитина в ночі                                                          | Child in the Night                                                     | Люк                                                                                                |
| 1990      | ф   | Авалон                                                                 | Avalon                                                                 | Майкл Кеї                                                                                          |
| 1991      | ф   | Рай                                                                    | Paradise                                                               | Віллард Янг                                                                                        |
| 1992      | ф   | Планер                                                                 | Radio Flyer                                                            | Майк                                                                                               |
| 1992      | ф   | Вічно молодий                                                          | Forever Young                                                          | Нат Купер                                                                                          |
| 1992      | тф  | День-О                                                                 | Day-O                                                                  | Дейо                                                                                               |
| 1993      | кф  | Свідок                                                                 | The Witness                                                            | хлопчик                                                                                            |
| 1993      | ф   | Пригоди Гека Фінна                                                     | The Adventures of Huck Finn                                            | Гекльберрі Фінн                                                                                    |
| 1993      | ф   | Хороший син                                                            | The Good Son                                                           | Марк Еванс                                                                                         |
| 1994      | ф   | Норт                                                                   | North                                                                  | Норт                                                                                               |
| 1994      | ф   | Війна                                                                  | The War                                                                | Стю Сіммонс                                                                                        |
| 1994      | с   | Фрейзер                                                                | Frasier                                                                | Ітан                                                                                               |
| 1996      | с   | Убивчий відділ                                                         | Homicide: Life on the Street                                           | МакФі Бродман                                                                                      |
| 1996      | мс  | Пригоди з книги чеснот                                                 | Adventures from the Book of Virtues                                    | Ікар                                                                                               |
| 1996      | ф   | Фліппер                                                                | Flipper                                                                | Сенді Рікс                                                                                         |
| 1997      | ф   | Крижаний вітер                                                         | The Ice Storm                                                          | Майкі Карвер                                                                                       |
| 1997      | тф  | Олівер Твіст                                                           | Oliver Twist                                                           | Кмітливий                                                                                          |
| 1998      | ф   | Зіткнення з безоднею                                                   | Deep Impact                                                            | Лео Бідерман                                                                                       |
| 1998      | ф   | Факультет                                                              | The Faculty                                                            | Кейсі Коннор                                                                                       |
| 1999      | ф   | Політ джмеля                                                           | The Bumblebee Flies Anyway                                             | Барні Сноу                                                                                         |
| 1999      | ф   | Чорне і біле                                                           | Black and White                                                        | Врен                                                                                               |
| 2000      | ф   | Недотепи                                                               | Chain of Fools                                                         | Майкі                                                                                              |
| 2001      | ф   | Володар перснів: Хранителі Персня                                      | The Lord of the Rings: The Fellowship of the Ring                      | Фродо Торбин                                                                                       |
| 2002      | ф   | День покаяння                                                          | Ash Wednesday                                                          | Шон Салліван                                                                                       |
| 2002      | ф   | Сімнадцятирічні                                                        | Try Seventeen                                                          | Джонс                                                                                              |
| 2002      | ф   | Володар перснів: Дві вежі                                              | The Lord of the Rings: The Two Towers                                  | Фродо Торбин                                                                                       |
| 2002      | мф  | Пригоди Хлопчика з пальчик і Дюймовоньки                               | The Adventures of Tom Thumb & Thumbelina                               | Хлопчик з пальчик                                                                                  |
| 2002      | вг  | The Lord of the Rings: The Two Towers                                  | The Lord of the Rings: The Two Towers                                  | Фродо Торбин                                                                                       |
| 2003      | вг  | The Lord of the Rings: The Return of the King                          | The Lord of the Rings: The Return of the King                          | Фродо Торбин                                                                                       |
| 2003      | ф   | Діти шпигунів-3D: Кінець гри                                           | Spy Kids 3-D: Game Over                                                | Гай                                                                                                |
| 2003      | ф   | Володар перснів: Повернення короля                                     | The Lord of the Rings: The Return of the King                          | Фродо Торбин                                                                                       |
| 2004      | ф   | Вічне сяйво чистого розуму                                             | Eternal Sunshine of the Spotless Mind                                  | Патрік                                                                                             |
| 2004      | мс  | Цар гори                                                               | King of the Hill                                                       | Джейсон                                                                                            |
| 2004      | вг  | The Lord of the Rings: The Battle for Middle-Earth                     | The Lord of the Rings: The Battle for Middle-Earth                     | Фродо Торбин                                                                                       |
| 2005      | ф   | Хулігани                                                               | Hooligans                                                              | Метт Бакнер                                                                                        |
| 2005      | ф   | Місто гріхів                                                           | Sin City                                                               | Кевін                                                                                              |
| 2005      | ф   | Все освітлено                                                          | Everything Is Illuminated                                              | Джонатан Сафран Фоер                                                                               |
| 2006      | ф   | Париже, я люблю тебе                                                   | Paris, je t'aime                                                       | Ле Гарсон                                                                                          |
| 2006      | ф   | Боббі                                                                  | Bobby                                                                  | Вільям                                                                                             |
| 2006      | мф  | Веселі ніжки                                                           | Happy Feet                                                             | Мамля                                                                                              |
| 2006      | мс  | Шоу виродків                                                           | Freak Show                                                             | Білка                                                                                              |
| 2006      | мс  | Американський тато                                                     | American Dad!                                                          | Етан                                                                                               |
| 2006—2011 | мс  | Робоцип                                                                | Robot Chicken                                                          | різні ролі                                                                                         |
| 2006      | вг  | The Legend of Spyro: A New Beginning                                   | The Legend of Spyro: A New Beginning                                   | Спайро                                                                                             |
| 2006      | вг  | Happy Feet                                                             | Happy Feet                                                             | Мамля                                                                                              |
| 2006      | вг  | Lord of the Rings: Battle for Middle Earth II — Rise of the Witch King | Lord of the Rings: Battle for Middle Earth II — Rise of the Witch King | Фродо Беггінс                                                                                      |
| 2007      | вг  | The Legend of Spyro: The Eternal Night                                 | The Legend of Spyro: The Eternal Night                                 | Спайро                                                                                             |
| 2007      | ф   | День Зеро                                                              | Day Zero                                                               | лісоруб                                                                                            |
| 2008      | ф   | Убивства в Оксфорді                                                    | The Oxford Murders                                                     | Мартін                                                                                             |
| 2008      | вг  | The Legend of Spyro: Dawn of the Dragon                                | The Legend of Spyro: Dawn of the Dragon                                | Спайро                                                                                             |
| 2009      | кф  | Поза межами                                                            | Beyond All Boundaries                                                  | копрал Вілфред Генсон / капітан Джон С. Чапін                                                      |
| 2009      | мф  | 9                                                                      | 9                                                                      | 9                                                                                                  |
| 2009      | с   | Суботнього вечора у прямому ефірі                                      | Saturday Night Live                                                    | Елайджа Вуд                                                                                        |
| 2010      | мс  | Гріфіни                                                                | Family Guy                                                             | Елайджа Вуд                                                                                        |
| 2010      | мс  | Гленн Мартін                                                           | Glenn Martin DDS                                                       | Честер Крайслгарст                                                                                 |
| 2010      | ф   | Романтики                                                              | The Romantics                                                          | Чіп Гейес                                                                                          |
| 2010      | вг  | God of War III                                                         | God of War III                                                         | брат Кратоса                                                                                       |
| 2010      | док | Друга світова війна: Повітряна війна                                   | WWII in HD: The Air War                                                | Енді Руні                                                                                          |
| 2010      | кф  | Повний жалю                                                            | Full of Regret                                                         | Mouse                                                                                              |
| 2011      | кф  | Боротьба за ваше право                                                 | Fight for Your Right Revisited                                         | Ad-Rock (B-Boys 1)                                                                                 |
| 2011      | кф  | Загибель і повернення Супермена                                        | The Death and Return of Superman                                       | Кіборг Супермен / Генк Геншо                                                                       |
| 2011      | кф  | Я думаю поганими думками                                               | I Think Bad Thoughts                                                   | Mouse                                                                                              |
| 2011      | с   | Телеканал «Гори у Пеклі»                                               | Funny or Die Presents...                                               | Джеймс                                                                                             |
| 2011—2014 | с   | Вілфред                                                                | Wilfred                                                                | Раян Ньюман                                                                                        |
| 2011      | мф  | Веселі ніжки 2                                                         | Happy Feet Two                                                         | Мамля                                                                                              |
| 2012      | мф  |                                                                        | Red vs. Blue: Season 10                                                | Сігма                                                                                              |
| 2012      | тф  | Острів скарбів                                                         | Treasure Island                                                        | Бен Ган                                                                                            |
| 2012      | ф   | Селеста і Джессі навіки разом                                          | Celeste & Jesse Forever                                                | Скотт                                                                                              |
| 2012      | ф   | Всіх порву!                                                            | Revenge for Jolly!                                                     | Томас                                                                                              |
| 2012      | ф   | Маніяк                                                                 | Maniac                                                                 | Френк                                                                                              |
| 2012      | ф   | Хоббіт: Несподівана подорож                                            | The Hobbit: An Unexpected Journey                                      | Фродо Беггінс                                                                                      |
| 2012      | кф  | Балада про Данко Джонса                                                | The Ballad of Danko Jones                                              | Mouse                                                                                              |
| 2012      | кф  | Розповідь Віктора Карлока                                              | The Narrative of Victor Karloch                                        | Вільям Меррівезер                                                                                  |
| 2012—2013 | мс  | Трон: Повстання                                                        | TRON: Uprising                                                         | Бек                                                                                                |
| 2013      | мс  | Пітер Панцерфауст                                                      | Peter Panzerfaust                                                      | Пітер                                                                                              |
| 2013      | ф   | Хроніки ломбарду                                                       | Pawn Shop Chronicles                                                   | Джонні Шоу                                                                                         |
| 2013      | ф   | Урочистий фінал                                                        | Grand Piano                                                            | Том Селзнік                                                                                        |
| 2013      | мф  | Здійнявся вітер                                                        | Kaze tachinu                                                           | Соні                                                                                               |
| 2013      | мф  | За садовою огорожею                                                    | Tome of the Unknown                                                    | Вірт                                                                                               |
| 2013      | кф  |                                                                        | Setup, Punch                                                           | Рубен Штейн                                                                                        |
| 2013      | кф  | Це має бути тільки фентезі                                             | This Must Be the Only Fantasy                                          | |
| 2014      | вг  | Broken Age                                                             | Broken Age                                                             | Шей                                                                                                |
| 2014      | ф   | Кутіс                                                                  | Cooties                                                                | Клінт                                                                                              |
| 2014      | ф   | Відчинені вікна                                                        | Open Windows                                                           | Нік Чемберс                                                                                        |
| 2014      | мф  | Вітер дужчає                                                           | 風 立ち ぬ                                                             | Соне                                                                                               |
| 2014      | с   | Через садовий мур                                                      | Over the Garden Wall                                                   | Вірт                                                                                               |
| 2015      | ф   | Останній мисливець на відьом                                           | The Last Witch Hunter                                                  | Долан 37                                                                                           |
| 2016      | ф   | Довіра                                                                 | The Trust                                                              | Девід Вотерс                                                                                       |
| 2016—2017 | с   | Холістичне детективне агентство Дірка Джентлі                          | Dirk Gently's Holistic Detective Agency                                | Тодд Броцман                                                                                       |
| 2017      | ф   |                                                                        | I Don't Feel at Home in This World Anymore                             | Тоні                                                                                               |
| 2018—2020 | мс  | Зоряні війни: Рух опору                                                | Star Wars Resistance                                                   | Джейс Руклін                                                                                       |
| 2019      | с   | П'яна історія                                                          | Drunk History                                                          | Персі Біші Шеллі (Епізод: "Are You Afraid of the Drunk?") Джон К. Рейнс (Епізод: "Whistleblowers") |
| 2019      | ф   |                                                                        | Come to Daddy                                                          | Норвал                                                                                             |
| 2021      | ф   | Звір у його голові                                                     | No Man of God                                                          | Білл Гагмайєр                                                                                      |
| 2023      | ф   | Токсичний месник                                                       | The Toxic Avenger                                                      | Фрітц Ґарбінґер                                                                                    |
| 2025      | ф   | Мавпа                                                                  | The Monkey                                                             | Тед Геммерман                                                                                      |
| 2026      | ф   | Гра в хованки 2                                                        | Ready or Not: Here I Come                                              | |

### Продюсер
| Рік  |     | Українська назва                       | Оригінальна назва                | Роль                |
| ---- | --- | -------------------------------------- | -------------------------------- | ------------------- |
| 2012 | ф   | Жаб'яча стежка                         | Toad Road                        | виконавчий продюсер |
| 2013 | ф   | Генератор сигналів низької частоти     | LFO                              | виконавчий продюсер |
| 2014 | ф   | Кутіс                                  | Cooties                          | продюсер            |
| 2014 | ф   | Дівчина повертається сама вночі додому | A Girl Walks Home Alone at Night | виконавчий продюсер |
| 2014 | ф   | Відчинені вікна                        | Open Windows                     | виконавчий продюсер |
| 2015 | ф   | Лялька                                 | The Boy                          | продюсер            |
| 2015 | док |                                        | Made in Japan                    | виконавчий продюсер |
| 2016 | ф   | Масний задушитель                      | The Greasy Strangler             | продюсер            |
| 2018 | ф   | Менді                                  | Mandy                            | продюсер            |
| 2019 | ф   |                                        | Daniel Isn't Real                | продюсер            |
| 2019 | ф   |                                        | Color Out of Space               | продюсер            |
|      | ф   |                                        | Archenemy                        | продюсер            |